# Equinox (groupe)
Pour les articles homonymes, voir Equinox (homonymie).
Equinox est un groupe musical bulgare composé de cinq membres, qui a représenté la Bulgarie au Concours Eurovision de la chanson 2018, à Lisbonne, avec la chanson Bones.
Les membres sont les chanteurs bulgares Zhana Bergendorff, Georgi Simeonov, et Vlado Mihailov, ainsi que les deux chanteurs américains Johnny Manuel et Trey Campbell.

## Membres

### Zhana Bergendorff
Zhana Bergendorff (bulgare : Жана Бергендорф) est née le 20 octobre 1985 à Sofia en Bulgarie.  Elle a commencé à chanter à l'âge de sept ans. Elle est issue d'une famille de musiciens, ses parents et grands-parents l'étaient eux-mêmes. Elle déménage en Corée du Sud à l'âge de dix-huit ans, pour y commencer une carrière musicale. Elle y a vécu jusqu'en 2010, avant de déménager pour le Danemark avec son fiancé Stephan, qu'elle a rencontré en Corée en 2007. Elle participe à The X Factor au Danemark, puis en Bulgarie, lors de la deuxième saison, qu'elle remporte. Elle a par la suite sorti plusieurs singles pour le label Virginia Records, singles ayant obtenu du succès en Bulgarie. Le magazine Forbes Bulgaria la classe parmi les personnalités bulgares les plus influentes en 2014 et en 2015. 
Elle a un fils nommé Leon, né en 2010. Elle parle couramment l'anglais, le bulgare, le danois et le coréen.

### Georgi Simeonov
Georgi Simeonov (bulgare : Георги Симеонов), dit JJ, est un auteur-compositeur-interprète et producteur vocal bulgare. Il a fait ses débuts dans la musique à l'âge de seize ans, dans le boys band populaire 032. Il commence sa carrière solo en 2013 et sort deux singles, intitulés Po-dobre, che razbrah et Dilar na lubov. Il a commencé en 2009 à réaliser des masterclasses dans lesquelles il enseigne le chant pop, RnB et soul, à Sofia et à Plovdiv. Chaque année, il réalise avec ses étudiants des concerts solidaires. 
Il a participé à la dernière édition de X Factor en Roumanie.

### Vlado Mihailov
Vladimir "Vlado" Mihailov (bulgare : Владимир "Владо" Михаилов) est un auteur-compositeur-interprète et acteur bulgare. Il est le chanteur principal des groupes populaires bulgares Safo et Sleng. Il a participé au Concours Eurovision de la chanson 2017 en tant que choriste de Kristian Kostov. 

En tant qu'acteur, il a réalisé entre autres du doublage vocal en bulgare dans les films Raiponce, La Reine des neiges, et Les Muppets, le retour, et joué dans deux des plus grands films bulgares de 2017.

### Johnny Manuel
Johnny Manuel est originaire de la ville de Flint, dans le Michigan aux États-Unis. Ce chanteur américain exerce depuis son enfance, et il a réalisé des tournées avec NSYNC à l'âge de 14 ans. Il a participé à America's Got Talent en 2017, où il a atteint la demi-finale. Après quoi il a sorti deux singles, Come Alive et Blind Faith. Il a commencé à travailler sur son premier album avec le label Symphonics International.

### Trey Campbell
Trey Campbell est un chanteur vivant à Los Angeles, il fait partie des producteurs de la chanson Bones. Il a écrit des chansons pour des artistes tels que Dua Lipa, Bebe Rexha ou Alexandra Stan.